# 课阳县
课阳县，中国古县名。
隋朝开皇初年，改涅阳县置，治所在今河南省邓州市东北。先后属邓州、南阳郡。唐朝贞观元年（627年）废。

### 資料
涅陽縣，古縣名。漢文帝五年（前175年）改涅陽侯國置，”屬南陽郡。隋初改名課陽縣。《漢書·地理志》載：南陽郡下轄涅陽等縣，併為侯國。北魏酈道元所著《水經注》載：“涅水出涅陽縣西北岐棘山，東南經涅陽故城西。”唐《括地誌》載：“涅陽故城，在穰縣東北六十里。”張嘉謀所著《明嘉靖南陽府志校注·古蹟》載：“涅陽城在鄧州東北六十里，涅水之陽。漢縣，屬南陽郡，晉因之。”
涅陽故城大致在今鎮平縣侯集鎮和鄧州市穰東鎮之間。雖其相關文獻資料卷帙浩繁，但因滄海桑田，歷史流變，未免使其霧鎖煙籠、撲朔迷離。現在一般有兩種説法：一是鎮平侯集説，一是鄧州穰東説，尚無定論。